# نیازی
نیازی تقی‌زاده حاجی‌بیف (به ترکی آذربایجانی: Niyazi Zulfigar ogli Tagizade Hajibeyov) (۱۹۱۲–۱۹۸۴) آهنگساز، رهبر ارکستر آذربایجانی و سازنده مقام سمفونیک معروف «راست» بود.

## اوایل زندگی
نیازی ۲۰ اوت سال ۱۹۱۲ در یک خانواده شناخته شده موسیقیدان در شهر شوشی زاده شد. پدرش، ذوالفقار حاجی‌بیف، آهنگ‌ساز بنامی بود. نیازی برادرزاده عزیر حاجی‌بیگف، ینبانگذار موسیقی کلاسیک آذربایجانی، بود. نیازی در سال ۱۹۲۱ مشغول به نواختن ویولن در ارکستر نظامی ترکیه موسوم به «قیرمیزی قدت» بود. وی دانش‌آموخته «آکادمی موسیقی گنسین» (۱۹۲۵–۱۹۲۶) در مسکو بود. بین سال‌های ۱۹۲۹ تا ۱۹۳۰ «مدرسه مرکزی فنی موسیقی» در شهر «لنینگراد» (هم‌اکنون: سن پترزبورگ) شوروی به ادامه آموزش پرداخت، اما به دلیل مشکلات سلامتی آنجا را ترک گفت. در سال ۱۹۳۱ به باکو بازگشت. بیدرنگ به داغستان اعزام شد، جایی که در آنچا با همسر آینده‌اش، خانم «هجر»، آشنا شد.

## فعالیت
نیازی ارکسترهای سمفونیک بسیاری را در پراگ، برلین، بوداپست، بخارست، نیویورک، پاریس، استانبول، لندن، تهران، پکن و اولان‌باتور رهبری کرده و نقش بسزایی در ترویج موسیقی کلاسیک آذربایجانی به جهانیان از خود نشان داد.
نیازی همچنین یک آهنگ‌ساز باقریجه بود. با اتکا بر شیوه‌های عزیر حاجی‌بیگف، آهنگهای محلی و موسیقی سنتی آذربایجانی را به‌طور عالی با موسیقی سمفونیک کلاسیک غربی تلفیق کرد. اصلی‌ترین آثار نیازی حاوی اپرای خسرو و شیرین (۱۹۴۲) و باله «چیترا» (۱۹۶۰) می‌باشد. یک مقام سمفونی وی به اسم «راست» به محبوبیت جهانی دست یافته و در رپرتوار بسیاری از ارکسترهای سمفونیک در سراسر جهان قرار گرفته‌است.
نیازی از سال ۱۹۳۸ تا مرگش به مدت ۴۶ سال پیدرپی به عنوان تهیه‌کننده موسیقی و رهبر موسیقی در ارکستر دولتی سمفونیک جمهوری آذربایجان فعالیت کرد. وی ۲ اوت سال ۱۹۸۴ درگذشت. خانه وی اکنون به موزه تبدیل شده‌است.

## جوایز
- هنرمند خلق شوروی- ۱۹۵۹[۶]
- جایزه دولتی شوروی- ۱۹۵۱، ۱۹۵۲
- قهرمان کار سوسیالیست- ۱۹۸۲[۷]
- هنرمند مردمی ارمنستان شوروی

## آثار مشهور
- اپرای خسرو و شیرین - ۱۹۴۲
- باله چیترا - ۱۹۶۱